# Lamaika distincta
Lamaika là một chi nhện trong họ Phyxelididae. Chi này chỉ gồm 1 loài Lamaika distincta.